# Trefcon British Cemetery
Trefcon British Cemetery is een Britse militaire begraafplaats met gesneuvelden uit de Eerste en Tweede Wereldoorlog, gelegen in de  gemeente Caulaincourt in het Franse departement Aisne. De begraafplaats werd ontworpen door Charles Holden en ligt langs de weg van Caulaincourt naar Beauvois-en-Vermandois  op 530 m ten zuidoosten van het dorpscentrum (Église Saint-Quentin). Ze heeft een rechthoekig grondplan met een oppervlakte van 977 m² en is omsloten door een natuurstenen muur. De open toegang tussen twee vierkante stenen zuilen en enkel afgesloten door twee paaltjes met een ketting, is schuin aangebouwd aan de begraafplaats. Het Cross of Sacrifice staat op een verhoogd platform tegen de noordelijke zijmuur. 
De begraafplaats wordt onderhouden door de Commonwealth War Graves Commission.
Er worden 282 doden herdacht waaronder 5 niet geïdentificeerde.

## Geschiedenis
Caulaincourt en Trefcon werden tijdens het Duitse lenteoffensief in 1918 door hen veroverd, ondanks een stevige verdediging door de 50th (Northumbrian) Division. De dorpen werden in september 1918 door Britse troepen heroverd waarna de begraafplaats door het IX Corps (6th and 32nd Divisions) werd aangelegd voor het begraven van de gesneuvelden uit de omgeving. De begraafplaats heette toen Caulaincourt Military Cemetery.  
Behalve één Indiër zijn alle slachtoffers Britten. Er ligt ook een piloot die sneuvelde tijdens de Tweede Wereldoorlog.

## Onderscheiden militairen
- Reginald Thomas Collins, luitenant-kolonel bij het Royal Army Medical Corps werd onderscheiden met de Distinguished Service Order (DSO).
- Joseph William Tugby, sergeant bij het Machine Gun Corps (Infantry) werd onderscheiden met de Distinguished Conduct Medal (DCM).
- Charles Frederick Campbell, majoor bij de Royal Field Artillery, Phillip Hugh Lumsen Campbell Colquhoun, kapitein bij de Black Watch (Royal Highlanders), J. Fitzgibbon, kapelaan bij het Army Chaplains' Department, H.B. German, majoor bij het Royal Army Medical Corps en William Haddock, luitenant bij het West Yorkshire Regiment (Prince of Wales's Own) werden onderscheiden met het Military Cross (MC).
- Michael John Ryan, compagnie sergeant-majoor bij het York and Lancaster Regiment en Samuel Ashman, korporaal bij het Leicestershire Regiment werden onderscheiden met de Meritorious Service Medal (MSM).
- de kapiteins Moss Cohen en D. Pollock, de sergeanten R. Foster en S. Swallow, de korporaals W. Hatton, William Milne, Clement Alfred Stevens en Frank Walley en de soldaten W. Rainbow en G.H. Dickinson ontvingen de Military Medal (MM). Sergeant P.R. Catchpole ontving deze onderscheiding tweemaal (MM and Bar).